# 全府中野球倶楽部
全府中野球倶楽部（オールふちゅうやきゅうクラブ）は、東京都府中市に本拠地を置き、日本野球連盟に加盟している社会人野球のクラブチームである。

## 概要
1930年に創部。日本国内の社会人野球で活動するクラブチームとしては5番目に古く、地域密着型のチームになることを目標に、後援会の法人会員である数十の企業からの協力を得ている。
全日本クラブ野球選手権大会では、1983年と1998年に準優勝、1984年に優勝を果たしている。

## 主要大会の出場歴・最高成績
- 全日本クラブ野球選手権大会 - 出場14回、優勝1回（1984年）、準優勝2回（1983年、1998年）
- JABA一関市長旗争奪クラブ野球大会 - 優勝2回（2010年、2014年）
- JABAびわこ杯争奪社会人クラブ野球大会 - 優勝2回（1989年、1991年）

## 女子部について
2024年には「全府中女子硬式野球倶楽部」(オールふちゅうじょしこうしきやきゅうクラブ)を創設した。愛称は「MAREs」(メアーズ)。全日本女子野球連盟および全日本女子硬式野球クラブ連盟、関東女子硬式野球連盟に加盟している。監督は林裕幸 (初代)。
男子部と同様に地域に根差したチーム作りをしており、就職希望者には地元の雇用先の紹介を行っている。また女子野球部のない高校生も受け入れている。活動初年は互いに選手数確保のため、茨城ゴールデンゴールズ女子チームとの合同チームで活動した。
主な出場大会
- ヴィーナスリーグ
- 全日本女子硬式クラブ野球選手権大会

## 元プロ野球選手の競技者登録
- 山下浩宜（元読売ジャイアンツ） - コーチ兼内野手
- 田中健太郎（元読売ジャイアンツ） - 投手
- 永野将司（元千葉ロッテマリーンズ） - 投手
- 樋口龍之介（元北海道日本ハムファイターズ） - コーチ兼内野手

## 元プロ野球選手のコーチ・監督
- 香坂英典（元読売ジャイアンツ） - コーチ